# Парк «Южные культуры»

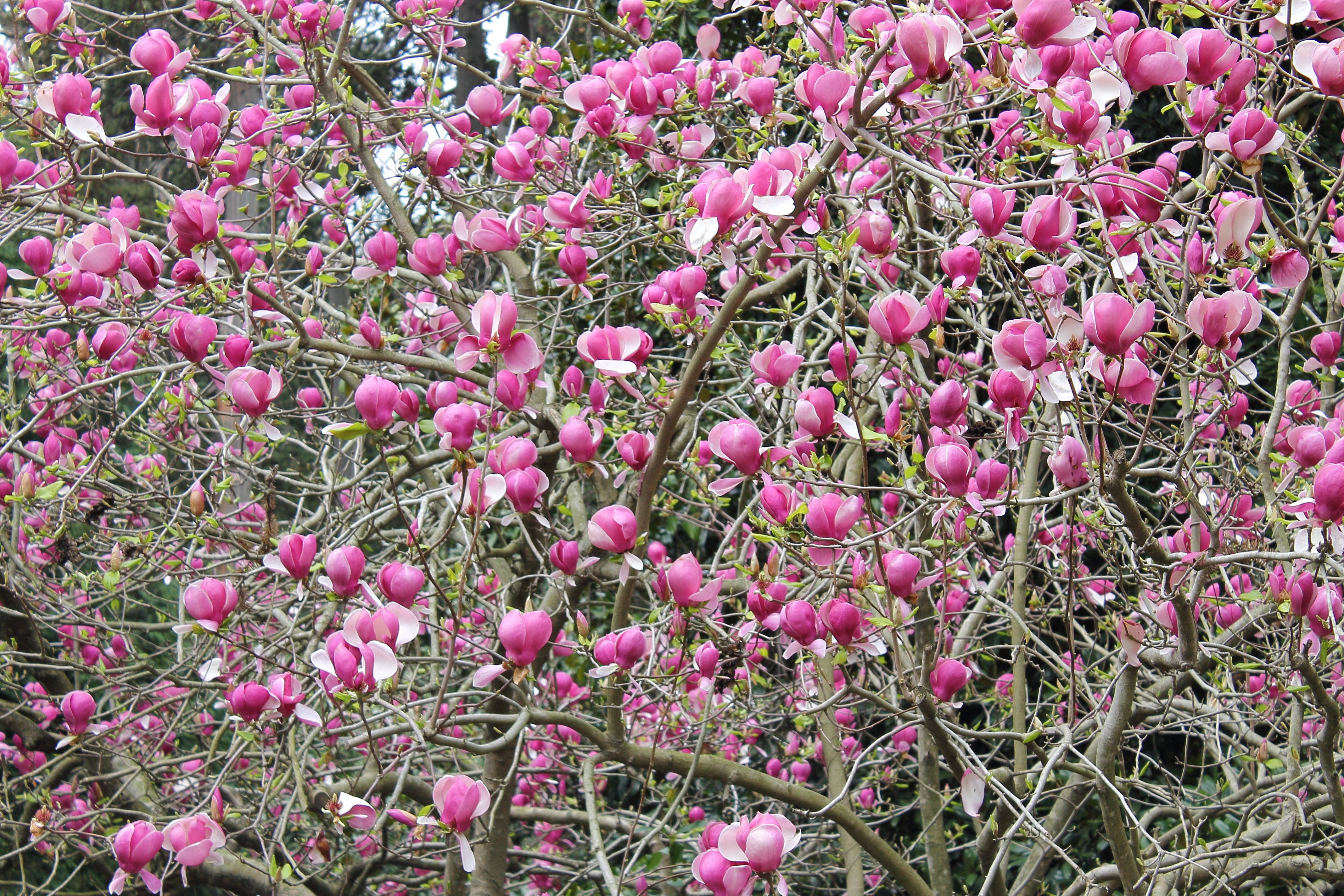
Цветущая магнолия Суланжа, март

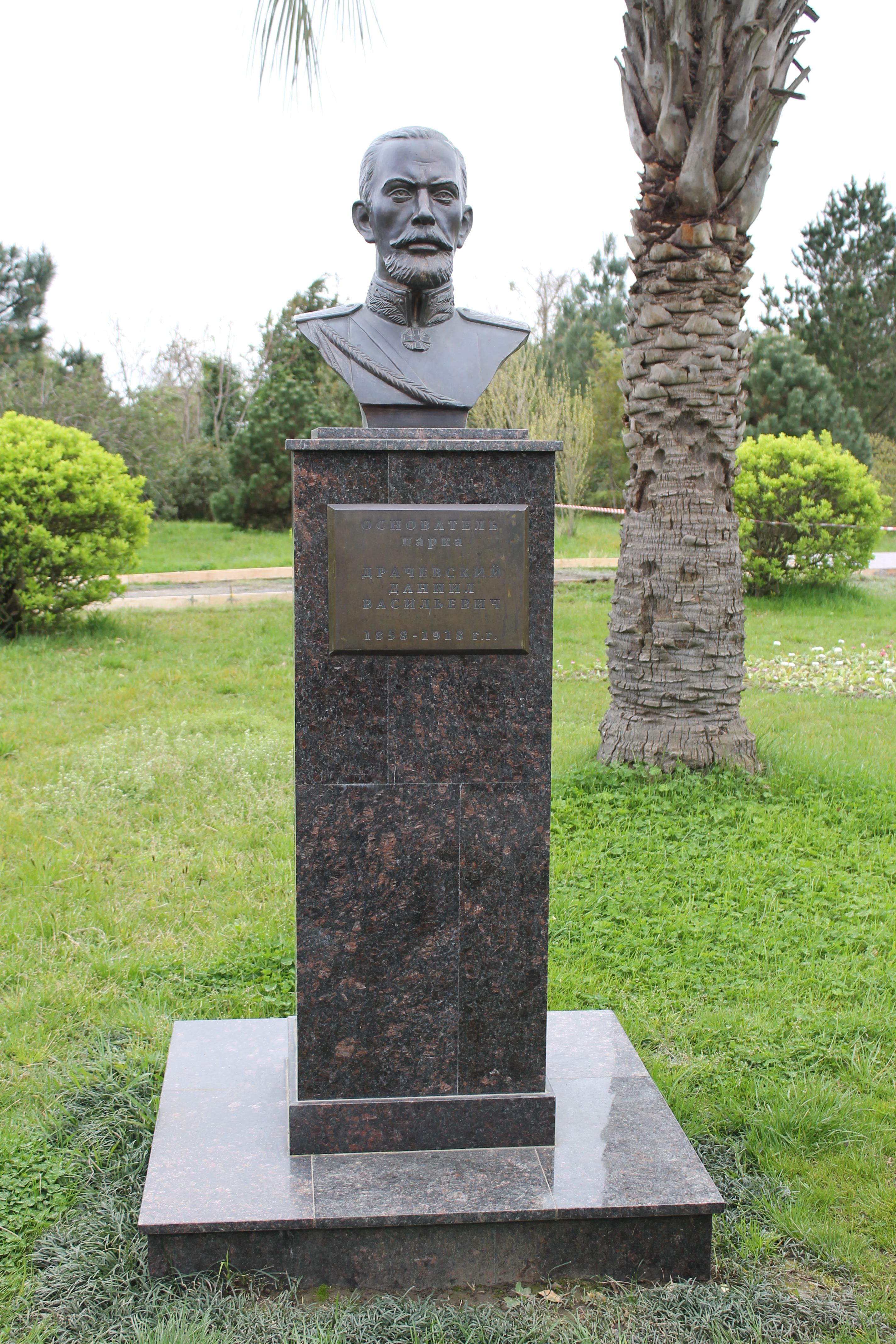
Памятник основателю парка генералу Д. В. Драчевскому

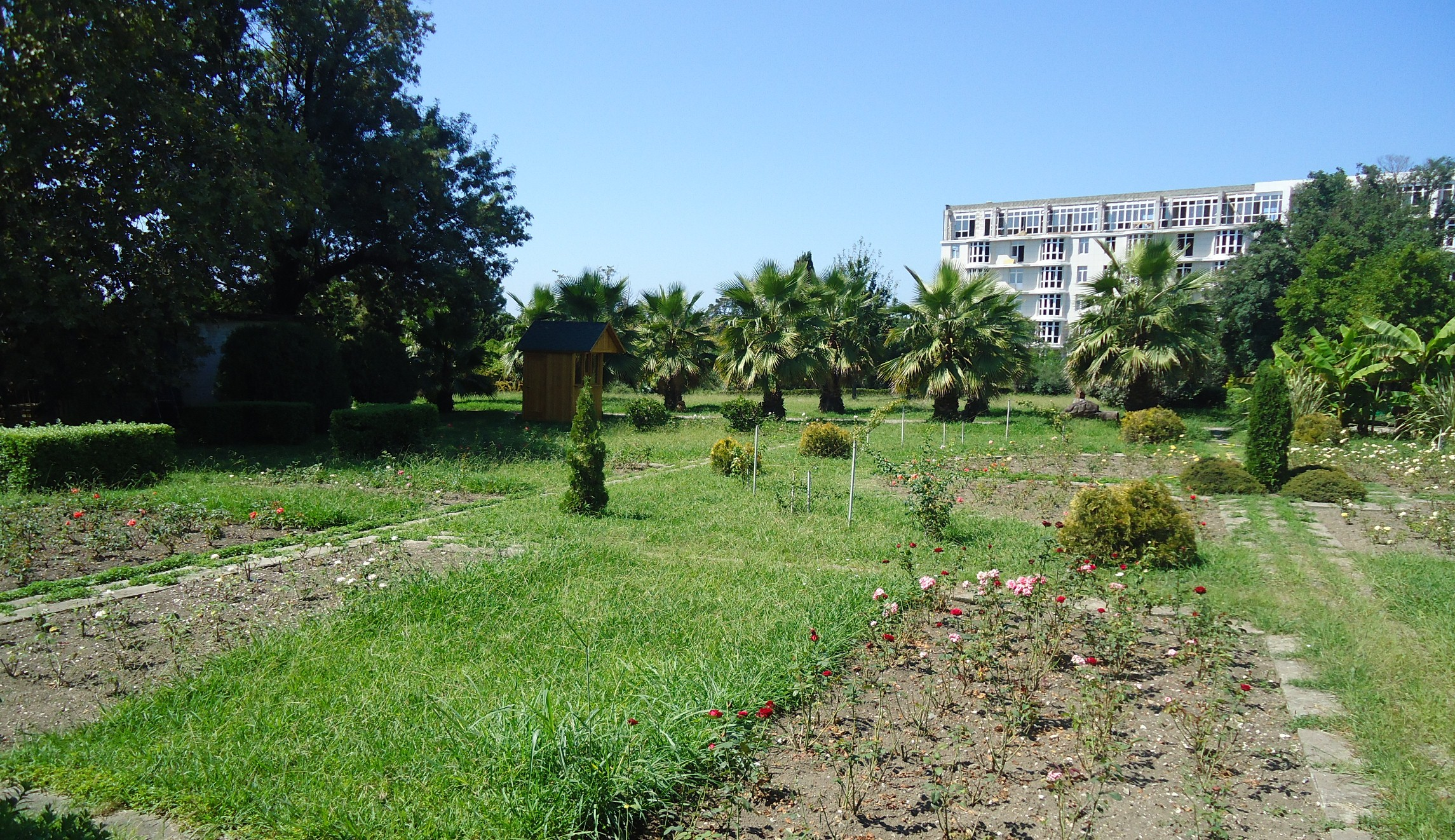
Розарий в верхней части парка, август.

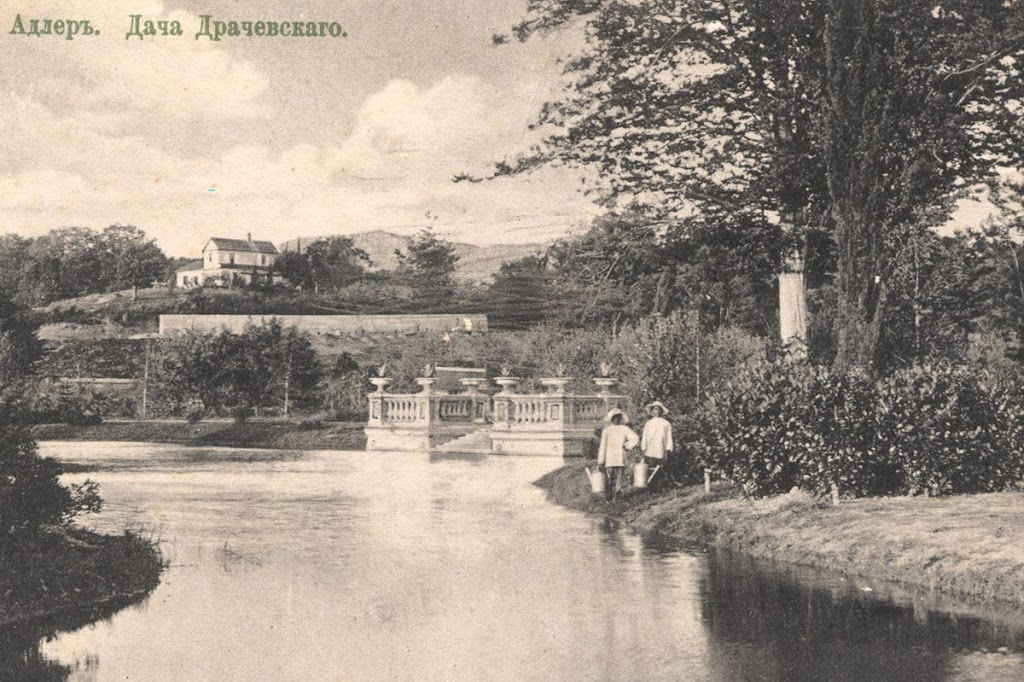
Имение генерала Драчевского в 1910 году.

Дендрологический парк «Ю́жные культу́ры» находится в пгт Сириус Краснодарского края (Россия). Расположен недалеко от левого берега реки Мзымты. Разбит в 1910 году по проекту садовода-декоратора А. Э. Регеля. 

## История
Парк был основан генералом Даниилом Васильевичем Драчевским на землях своего имения «Случайное», на территории площадью 11 га в 1910—1911 гг. по проекту талантливого садово-паркового архитектора А. Регеля. Архитектор использовал ландшафтный стиль с включением регулярных элементов в виде обширного партера в южной части парка, что было весьма характерно для направления садово-паркового искусства конца XIX — начала XX века. Оригинальным решением явилось применение регулярной разбивки не вблизи дома, а вдали от него, в глубине парка, что составило его архитектурный центр.
Одним из важных элементов композиции парка стала сеть дорожек и тропинок. В верхней части от главного въезда в парк проложена почти прямая дорога, ещё одна начиналась на дворовой территории. Обе сливаются в центральную аллею, ведущую к спуску по лестнице в нижнюю часть. В нижней части лестница приводит к основной, прямой магистрали, идущей к морю и приводящей к главному пруду и партеру.
Мелкие свободные дорожки разделяют парк на крупные и мелкие куртины. На куртинах размещены насаждения в различных сочетаниях. Наличествуют группы хвойных (пихты, кедры, сосны, кипарисы, криптомерии и др.) и лиственных (магнолии, рододендроны, камфорные и благородные лавры, платаны и др.) пород деревьев и кустарников.
Открытые полянки стали местом высадки ценных одиночных деревьев и кустарников (пихты голубые, мексиканские, кедр атласский, кипарисовик Лавсона, кипарис солнечный, камелии и др.). Скопления бамбуков, пальмы, пампасская трава создавали в парке особые экзотические уголки.
Парк имеет несколько аллей: из гималайского кедра и пихты, тюльпанового дерева. Организацию насаждений парка дополняют декоративные водоёмы. К востоку от основной аллеи парка, расположен искусственный пруд с островками и мостиками. Второй пруд, расположенный вправо от главной аллеи парка, образован искусственным расширением русла протекающего через парк ручья. На участках партера, прилегающего к пристани второго пруда, разбиты газоны, на которых из ковровых растений созданы рисунки в стиле барокко.
Судя по всему, парк Драчевского в Адлере А. Рeгель создал заочно. На месте воплощением его замыслов руководил садовод Р. Скрыванек. Он был жителем Сочи, владел землей, и в начале XX века работал помощником заведующего Сочинской садово-сельскохозяйственной станцией Р. Гарбе.
С 1920 года парк входил в состав совхоза Случайное, в 1929 году совхоз и парк получили название «Южные культуры».
С 1936 года по 1939 год из стран Востока профессором Д. Арцыбашевым были завезены декоративные растения, многие из них были высажены в Южных культурах. В результате здесь сосредоточилась самая крупная и уникальная в СССР коллекция декоративных экзотов: японских вишен, японских пальчатых кленов, японских камелий, гибридных рододендронов, калин и других декоративных пород. Эти породы использовались для увеличения разнообразия в декоративной флоре парков черноморского побережья.
Последние массовые посадки были проведены в парке в 1950-х годах, тогда здесь появилась эвкалиптовая аллея. Ввиду запустения, которому подвергся парк в постсоветское время, за аллеей не ухаживали и там сейчас наблюдается уникальная ситуация самосева эвкалиптов. Молодые поросли 2-3-летнего возраста, пробираясь между зарослями ежевики, прекрасно растут между родительскими стволами.
Долгое время парк «Южные культуры» находился в бедственном положении: была нарушена целостность композиции парка, близкое расположение грунтовых вод ослабило рост экзотов, вызвало преждевременное старение, раннюю гибель деревьев. Сильно пострадали «Южные культуры» в результате стихийных бедствий — смерчей конца 1980-х и начала 2000-х, прошедших по его территории. Несмотря на состояние знаменитого парка, в 2008 году его посетили более 10 тыс. человек.
В ноябре 2008 года началась реконструкция парка «Южные культуры». Её проект рассчитывался на 1,5 года. Производилась расчистка дорожек и полян от упавших деревьев и самосева, восстанавливались теплицы посадочного материала, были установлены скамейки. Также в парке высадили около 200 крупномеров — магнолии, кипарисы, сосны, олеандры, каллистемоны; порядка 560 кустов роз, примерно 750—800 летников. Реконструкция производилась в строгом соответствии с проектом А. Регеля.
Но уже через несколько лет он оказался в ещё худшем положении. Два года не платили зарплату сотрудникам, из-за чего они объявили голодовку. Скандал дошел до Москвы и только после этого «Южным культурам» уделили должное внимание — закрыли все долги и передали в ведение Сочинского национального парка. В 2016 году в парке  провели глобальную реконструкцию. Сейчас «Южные культуры» снова можно посещать.

Новый фонтан в парке «Южные культуры». 2016 год